# 皆川猿時
皆川 猿時（みながわ さるとき、本名：皆川利美（みながわ としみ）、1971年〈昭和46年〉2月1日 - ）は、日本の俳優、声優、ナレーター。福島県いわき市出身。身長170cm、体重99.3kg。血液型はO型。大人計画所属。福島県立磐城高等学校卒業。妻は田村たがめ。
グループ魂では港 カヲル（みなと カヲル）として司会者、ボーカル、作詞を担当。港カヲルは永遠の46歳という設定。
宮藤官九郎作品の常連である。

## 概要
エピソード
映画『真夜中の弥次さん喜多さん』のオーディオコメンタリーで、18歳のときに岩松了に殴られたことがあると発言していた。岩松に反抗的な態度をとり「田舎へ帰れ!」とスリッパで顔を張られたとのこと。
大河ドラマ『いだてん〜東京オリムピック噺〜』で日本代表水泳監督を務めた松沢一鶴を演じるため、20kgの減量を行った。
音楽活動
2017年、港 カヲル名義で、ソロデビューとソロコンサートを開催。皆川の実年齢が港の年齢設定を迎えることを記念したプロジェクトとなる。

## 出演

### テレビドラマ
- 同居人カップルの殺人推理旅行2「赤い花の証言」（1995年3月11日、テレビ朝日） - 創林出版 編集部員 役
- いいひと。 第9話「一発大逆転」（1997年6月10日、フジテレビ）
- Ｐ.Ａ. 第5話「チャイナドレス作戦」（1998年11月14日、日本テレビ）
- コワイ童話「親ゆび姫」（1999年9月13日 - 10月4日、TBS） - 教師 役
- 池袋ウエストゲートパーク 第1話 イチゴの回（2000年4月14日、TBS） - ぼったくりに遭うサラリーマン 役
  - 池袋ウエストゲートパーク　SOUPの回（2003年3月28日、TBS） - 竹内巡査 役
- アナザヘヴン〜eclipse〜 第2・5話（2000年4月27日・5月18日、テレビ朝日）
- ショムニ 第2シリーズ 第5話「(秘)社内恋愛のススメ」（2000年5月10日、フジテレビ）
- ロケット・ボーイ 第2話 - 最終話（2001年1月17日 - 3月21日、フジテレビ） - 小林店長 役
- 救命病棟24時 第2シリーズ 第5話「最後の授業」（2001年7月31日、フジテレビ） - 友部 役
- 茂七の事件簿 ふしぎ草紙 第9話（2001年9月7日、NHK総合）
- ルージュ 第4話「きらめきのとき」（2001年9月25日、NHK）
- TRICK 2 第10話・最終話　episode 5「妖術使いの森」（2002年3月15日・22日、テレビ朝日） - 岸本 役
- 夢のカリフォルニア 第3話「初めての笑顔」（2002年4月26日、TBS）
- 女と愛とミステリー なんでも屋大蔵の事件簿（テレビ東京）
  - なんでも屋大蔵の事件簿1（2002年7月10日）
  - なんでも屋大蔵の事件簿2（2003年7月23日）
- 愛なんていらねえよ、夏 最終話（2002年9月13日、TBS） - ジュン 役
- 黒い十人の女（2002年9月21日、フジテレビ）
- 世にも奇妙な物語（フジテレビ）
  - '02秋の特別編「知らなすぎた男」（2002年10月3日） - 同僚・後藤 役
  - '04春の特別編「殺し屋ですのよ」（2004年3月29日） - バーテン 役
  - '07秋の特別編「カウントダウン」（2007年10月2日） - 野中先生 役
  - '20夏の特別編「燃えない親父」（2020年7月11日） - 鬼瓦 役
- 怪談百物語 第7話「かぐや姫」（2002年11月5日、フジテレビ） - 大伴の大納言 役
- ホーム&アウェイ 第7話（2002年11月18日、フジテレビ） 引率の先生 役
- 連続テレビ小説（NHK）
  - こころ（2003年上半期） - 星川護 役
  - あまちゃん（2013年上半期） - 磯野心平 役
  - らんまん（2023年上半期）- 岩崎弥之助 役[7]
- 仮面ライダー555 第20・21話（2003年6月8日・22日、テレビ朝日） - 野間茂久 役
- マンハッタンラブストーリー（2003年10 - 12月、TBS） - AD松枝 役
- 昨日の友は今日の敵? 最終話「涙のにんじんケーキ」（2004年2月9日、NHK総合） - 教員 役
- ドールハウス ～特命女性捜査班～ 最終話（2004年3月18日、TBS）
- 劇団演技者。 第1回「アンラッキー・デイズ 〜ナツメの妄想〜」（2004年4月14日 - 5月12日、フジテレビ） - サクラ 役
- 優しい時間 第7話「息子」（2005年2月24日、フジテレビ）
- 富豪刑事 第9話「学園の富豪刑事」（2005年3月10日、テレビ朝日） - 倉田剛志 役
- ヤ・ク・ソ・ク 第21 - 35話（2005年6 - 7月、TBS） - 弁当屋店長 役
- 笑う三人姉妹 第17話（2005年6月13日、NHK総合）
- ママ!アイラブユー（2005年11月 - 2006年1月、CBC） - 角田常雄 役
- 里見八犬伝（2006年1月2日-3日、TBS） - 和女九郎 役
- 今週、妻が浮気します（2007年1 - 3月、フジテレビ） - 美濃部善男 役
- おじいさん先生 第2話・第3話・第10話（2007年7月14・21日・9月15日、日本テレビ系）
- 肩ごしの恋人 第4話（2007年7月26日、TBS） - 係長 役
- ケータイ刑事 銭形海1　第12話「方言教室殺人事件」（2007年9月22日、BS-i） - 笹釜仙一 役
- ガンジス河でバタフライ（2007年10月5・6日、メ〜テレ） - 丸山 役
- サタデーTVラボ　ハリ系（2007年10 - 12月、日本テレビ） - ヨシテツ 役
- モップガール 最終話（2007年12月14日、テレビ朝日系） - 望月太郎 役
- 美ら海からの年賀状（2007年12月14日、フジテレビ） - 佐藤恭一 役
- 土曜時代劇・オトコマエ!（NHK総合） - 北町奉行所与力・広沢与兵衛 役
  - オトコマエ!（2008年4 - 7月）
  - オトコマエ！2（2009年9 - 12月）
- 星新一ショートショート 第14回 第2話「ごきげん保険」（2008年7月14日、NHK総合）
- OLにっぽん（2008年10 - 12月、日本テレビ） - 薬膳BAR「萬里」のマスター・萬里 役
- そうか、もう君はいないのか（2009年、TBS） - 真田 役
- LOVE GAME 第2話（2009年4月30日、読売テレビ） - 男 役
- 宿命 1969-2010 -ワンス・アポン・ア・タイム・イン・東京- 第1話 - 第4話（2010年1月15日 - 2月5日、朝日放送・テレビ朝日） - 長妻良明 役
- ヤンキー君とメガネちゃん（2010年4 - 6月、TBS） - 堺先生 役
- MM9-MONSTER MAGNITUDE-（2010年7 - 9月、MBS） - 室町洋二郎 役
- うぬぼれ刑事 第2話（2010年7月16日、TBS） - 茂木 役
- 告発〜国選弁護人 第4話・第5話（2011年2月3日・10日、テレビ朝日） - 樋口勝 役
- 祝女 〜shukujo〜（NHK総合）
  - シーズン2 第15・16話（2011年1月27日・2月3日）
  - シーズン3 第14話（2012年2月18日）
- 遺留捜査 第4話（2011年5月4日、テレビ朝日） - 岩田刑事 役
- 全開ガール（2011年7 - 9月、フジテレビ） - 鶏井宏 役
- 11人もいる!（2011年10 - 12月、テレビ朝日） - ダイナミックパパ 役
- 土曜ワイド劇場 逆転報道の女1（2012年2月18日、朝日放送） - 森孝史 役
- リーガル・ハイ 第7話（2012年5月29日、フジテレビ） - 徳松泰平 役
- 薄桜記 第7話「殿中刃傷」（2012年8月24日、NHK BSプレミアム） - 権現与太郎 役
- レジデント〜5人の研修医（2012年10 - 12月） - 香澄研二 役
- 80年後のKENJI〜宮沢賢治 映像童話集〜 第1回「ちいさき命」第2話『注文の多い料理店』（2013年2月20日、NHK BSプレミアム）
- 猫弁と透明人間（2013年4月22日、TBS） - タマオ 役
- 天魔さんがゆく（2013年7-9月、TBS） - 大覚慶三 役
- 海の上の診療所 第3話（2013年10月28日、フジテレビ） - 熊野直哉 役
- 裁判長っ!おなか空きました! 第5話（2013年11月3日、日本テレビ） - 池添茂 役
- 水曜ミステリー9（テレビ東京）
  - カメラマン亜愛一郎の迷宮推理（2013年11月15日） - 中垣内徹夫 役
  - 犯罪科学分析室 電子の標的 - 大石浩平 役
    - 犯罪科学分析室 電子の標的1（2015年5月13日）
    - 犯罪科学分析室 電子の標的2（2016年3月23日）
    - 犯罪科学分析室 電子の標的3（2017年2月1日）

  - 警視庁特命刑事☆二人 - 中島翔太 役
    - 警視庁特命刑事☆二人1「代官山コールドケース」（2015年12月23日）
    - 警視庁特命刑事☆二人2「新宿・荒木町コールドケース」（2017年1月25日）

  - マザー・強行犯係の女〜傍聞き〜（2016年4月20日） - 黒木駿 役
- 長野発地域ドラマ 木曽オリオン（2014年1月22日、NHK BSプレミアム） - 渡辺 役
- ビター・ブラッド（2014年4 - 6月、フジテレビ） - 富樫薫 役
- 木曜時代劇 吉原裏同心（2014年6月 - 9月、NHK総合） - 藤村惣五郎 役
  - 誕生！廓の用心棒 ～帰ってきた吉原裏同心～（2015年12月30日、NHK総合）
  - 正月時代劇 吉原裏同心 〜新春吉原の大火〜（2016年1月3日、NHK総合）
- 水球ヤンキース（2014年7 - 9月、フジテレビ） - 岩崎敏夫 役
- 新ナニワ金融道（2015年1月24日、フジテレビ） - 権藤二郎 役
- LIVE! LOVE! SING!〜生きて愛して歌うこと〜（2015年3月10日、NHK） - つもりやん 役
- ちゃんぽん食べたか 第7話 - 最終話（2015年7月18日 - 8月1日、NHK） - 野沢寛 役
- マネーの天使〜あなたのお金、取り戻します!〜 第8話（2016年2月25日、読売テレビ） - 魚住貞雄 役
- 忠臣蔵の恋〜四十八人目の忠臣〜（2016年9月 - 2017年2月、NHK総合） - 佐藤條右衛門 役
- 下剋上受験（2017年1月13日 - 3月17日、TBS） - 竹井 役
- SRサイタマノラッパー 〜マイクの細道〜（2017年4 - 6月、テレビ東京） - カブラギ 役
- 月曜名作劇場 犯罪資料館 緋色冴子シリーズ「赤い博物館」2（2017年7月10日、TBS） - 兵藤英輔 役
- 木ドラ25『さぼリーマン甘太朗』（2017年7月14日 - 9月29日、テレビ東京） - 三宅徹 役
- ショートショート木皿泉劇場「道草」 第1夜「さよなら不思議ちゃん」（2017年12月9日、NHK BS プレミアム） - タクシー運転手 役
- 小河ドラマ 龍馬がくる（2018年11月28日 - 12月19日、時代劇専門チャンネル・関西テレビ） - 劇中劇で西郷隆盛を演じる皆川猿時（本人） 役
  - もっと小さな小河ドラマ THE 劇中劇「武田鉄矢主演 大型連続時代劇・坂本龍馬」（2018年12月30日、時代劇専門チャンネル）
- 名古屋行き最終列車2019 第1話（2019年1月15日、メ〜テレ） - カメラマン 役
- 初めて恋をした日に読む話（2019年1月15日 - 3月19日、TBS） - ゴリさん 役
- ドローンドラマ　女川 いのちの坂道（2019年3月9日、NHK BSプレミアム）
- 第42回 創作テレビドラマ大賞　週休4日でお願いします（2019年3月29日、NHK総合）- 森田健一 役
- あなたの番です（2019年4月14日 - 9月8日、日本テレビ） - 水城洋司 役
  - 劇場版公開記念!「あなたの番です」完全新撮スペシャル!（2021年12月10日、日本テレビ） - 水城洋司 役
- 大河ドラマ いだてん〜東京オリムピック噺〜（2019年、NHK） - 松沢一鶴 役
- 就活生日記1 第2話「就活逃避行」（2020年3月10日、NHK総合） - 京極 役
- 連続ドラマW　鉄の骨（2020年4月18日 - 5月16日、WOWOW） - 永山徹夫 役
- 未解決の女 警視庁文書捜査官シーズン2（2020年8月6日 - 9月17日、テレビ朝日） - 宗像利夫 役
- もしも、イケメンだけの高校があったら（2022年1 - 3月、テレビ朝日） - 池田良夫 役
- 松尾スズキと30分の女優2（2022年3月、WOWOWプライム）
- ダマせない男（2022年3月26日、日本テレビ）- 情報屋マサ 役[8]
- 吉祥寺ルーザーズ 第1話・最終話（2022年4月11日・6月27日、テレビ東京） - 犬居 役[9]
- 24時間テレビ 愛は地球を救う45 ドラマスペシャル「無言館」（日本テレビ、2022年8月27日〈予定〉）[10]
- アトムの童（2022年10月16日 - 12月11日、TBS） - 小山田賢雄 役[11][12]
- 犬神家の一族（2023年4月22日・29日、NHK BSプレミアム・NHK BS4K） - 古館恭三 役[13]
- ああ、ラブホテル 〜秘密〜 第2話「壁の落書き」（2023年5月26日、WOWOW） - 吉田満男 役[14]
- やわ男とカタ子（2023年8月7日 - 9月25日、テレビ東京） - バーの店長 役[15]
- 厨房のありす（2024年1月21日 - 3月24日、日本テレビ） - 三ツ沢定一郎 役[16]
- ハコビヤ 第3話・第5話（2024年1月27日・2月10日、テレビ東京） - 椿山竜太郎 役[17]
- 藤子・F・不二雄 SF短編ドラマ シーズン2「アン子 大いに怒る」（2024年4月21日、NHK BS）[18]
- 街並み照らすヤツら（2024年4月27日 - 6月29日、日本テレビ） - 深川龍一 役[19]
- クラスメイトの女子、全員好きでした（2024年7月11日 - 9月12日、読売テレビ・日本テレビ） - 枝松富士夫 役[20]
- 東京サラダボウル（2025年1月7日 - 3月4日、NHK総合・NHK BS4K） - 飯山修 役[21]
- 新東京水上警察（2025年10月7日〈予定〉 - 、フジテレビ） - 高橋宗司 役[22]

### テレビアニメ
- すすめ!キッチン戦隊クックルン （2013年、Eテレ） - クヨッペン 役
- ゴー!ゴー!キッチン戦隊クックルン （2015年 - 、Eテレ） - クヨッペン 、クヨヨ役

### その他のテレビ番組
- アフリカのツメ（2004年11月4日、日本テレビ）
- パパサウルス（2006年8月26日・2007年4月 - 2010年3月20日、NHK総合） - ナレーション
- 未来創造堂 第36回「セーラー服」（2006年12月22日、日本テレビ）
- おはなしのくに 「さるかにがっせん」（2017年2月6日、Eテレ） - 語り手（一人芝居）
- 劇場の灯を消すな！Bunkamuraシアターコクーン編 松尾スズキプレゼンツ アクリル演劇祭（2020年7月5日、WOWOWライブ）
- 大人計画ウーマンリブvol.14「もうがまんできない2020無観客版」（2020年6月本多劇場収録・2020年10月17日、WOWOWライブ）
- 植物に学ぶ生存戦略5 話す人・山田孝之（2021年3月25日、Eテレ） -  「フクジュソウ」のパートで出演
- 突然ですが占ってもいいですか？（2021年10月13日、フジテレビ）[23]

### インターネット配信ドラマ
- ゼロ エピソードZERO 城山小太郎編（2018年8月12日、Hulu） - ホッシー 役
- 東京BTH〜TOKYO BLOOD TYPE HOUSE〜 第5話（2018年12月7日、Amazonプライム・ビデオ）[24]
- モモウメ（2021年9月10日 - 、Hulu） - 部長 役
- ぐでたま ～母をたずねてどんくらい～（2022年12月13日配信開始 、Netflix） - 笹川総理 役[25]
- 季節のない街（2023年8月9日 - 、ディズニープラス スター） - 擬トラ 役[26]
- 笑ゥせぇるすまん #10「海馬ガム」（2025年8月1日配信予定、Amazon Prime Video）[27][28]

### 映画
- GO（2001年） - 警察官 役
- ドラッグストア・ガール（2004年） - 店長 役
- ピカ☆☆ンチ LIFE IS HARDだからHAPPY（2004年）
- 恋の門（2004年） - 安部セイキ 役
- 真夜中の弥次さん喜多さん（2005年） - ザル売り 役
- 阿修羅城の瞳（2005年） - 滝次 役
- サイレン FORBIDDEN SIREN（2006年） - 救助隊員 役
- デスノート 前編（2006年） - 恐田奇一郎 役
- パイルドライバー(2007年)
- 隠し砦の三悪人 THE LAST PRINCESS（2008年） - 太平 役
- クライマーズ・ハイ（2008年） - 伊東康男（販売局長）
- ララピポ（2009年） - 杉山博
- 蟹工船（2009年） - 雑夫長 役
- なくもんか（2009年） - トシちゃん 役
- アフロ田中（2012年） - 西田シンジ 役
- 中学生円山（2013年） - 太ったBボーイ・細野 役
- 土竜の唄 潜入捜査官REIJI（2014年） - 福澄独歩 役
  - 土竜の唄 香港狂騒曲（2016年） - 福澄独歩 役
  - 土竜の唄 FINAL  (2021年) - 福澄独歩 役
- 女子ーズ（2014年） - 道明寺公彦 役
- ジヌよさらば〜かむろば村へ〜（2015年） - 青砥 役
- バクマン。（2015年) - 中井巧朗 役[29]
- HK 変態仮面 アブノーマル・クライシス（2016年5月14日）[30]
- TOO YOUNG TO DIE! 若くして死ぬ（2016年） - 和田じゅん子 役[31]
- グッドバイ〜嘘からはじまる人生喜劇〜（2020年） - 水原健一 役
- Fukushima 50（2020年） - 樋口伸行 役
- MOTHER マザー（2020年） - 宇治田守 役
- 弱虫ペダル（2020年） - 寒咲幸司 役[32]
- あなたの番です 劇場版（2021年） - 水城洋司 役[33]
- ウェディング・ハイ（2022年） - 井上司朗 役[34]
- Winny (2023年） - 桂充弘 役[35]
- 言えない秘密（2024年） - 山本修治 役[36]
- 赤羽骨子のボディガード（2024年） - 田中 役[37]
- アングリースクワッド 公務員と7人の詐欺師（2024年） - 八木晋平 役[38]

### 舞台
- 愛の罰（1994年）
- 自慢☆自慢（1994年）
- カウントダウン（1995年）
- のろやか（1995年）
- ちょん切りたい（1995年）
- ファンキー!（1996年）
- ナオミの夢（1996年）
- 愛の罰(再)（1997年）
- 生きてるし死んでるし（1997年）
- ニッキー・イズ・セックスハンター（1998年）
- ヘブンズサイン（1998年）
- ふくすけ（1998年）
- 母を逃がす（1999年）
- ウーマンリブ発射！（1999年）
- グレープフルーツちょうだい（2000年）
- キレイ 〜神様と待ち合わせした女〜（2000年）
- エロスの果て（2001年）
- キラークイーン666（2001年）
- とびだせボーイズ 紀伊國屋プロレス（2002年）
- 業音（2002年）
- 春子ブックセンター（2002年）
- 熊沢パンキース03（2003年）
- イケニエの人（2004年）
- 轟天VS港カヲル 〜ドラゴンロック!女たちよ、俺を愛してきれいになあれ〜（2004年）
- イケニエの人（2004年）
- キレイ 〜神様と待ち合わせした女〜（再）（2005年）
- メタル・マクベス（2006年）
- ウーマンリブ先生（2006年）
- ドブの輝き（2007年）
- どん底（2008年）
- 女教師は二度抱かれた（2008年）
- 2人の夫とわたしの事情（2010年）
- モンティ・パイソンのスパマロット - ベデヴィア卿 役（2012年）
- 大パルコ人② バカロックオペラバカ 『高校中パニック! 小激突!!』（2013年）
- 大人の新感線「ラストフラワーズ」（2014年7月30日 - 8月25日、赤坂ACTシアター / 9月3日 - 9月30日、シアターBRAVA!）
- ウーマンリブvol.13「七年ぶりの恋人」（2015年10月29日 - 11月29日、下北沢 本多劇場 / 12月2日 - 12月9日、シアター・ドラマシティ）
- ゴーゴーボーイズ ゴーゴーヘブン（2016年7月7日 - 31日、Bunkamura シアターコクーン / 8月4日 - 13日、森ノ宮ピロティホール）
- 大パルコ人③ステキロックオペラ「サンバイザー兄弟」（2016年11月13日 - 2016年12月4日、サンシャイン劇場 / 12月8日 - 12月18日、森ノ宮ピロティホール / 12月21日 - 12月23日、仙台サンプラザホール）
- 流山ブルーバード M&Oplaysプロデュース（2017年12月8日 - 12月27日、本多劇場 / 2018年公演予定 島根、大阪、広島、静岡、東京・大田区）
- ウーマンリブ Vol.15「もうがまんできない」（2023年4月14日 - 5月14日、本多劇場・2023年5月18日 - 5月31日、サンケイホールブリーゼ）[39]
- ドクター皆川〜手術成功5秒前〜（2023年10月12日 - 29日、本多劇場） - ドクター皆川 役[40]
- COCOON PRODUCTION 2024「ふくすけ 2024 -歌舞伎町黙示録-」（2024年7月9日 - 8月4日、THEATER MILANO-Za / 8月9日 - 15日、ロームシアター京都 メインホール / 8月23日 - 26日、キャナルシティ劇場）[41]
- ウーマンリブ vol.16「主婦 米田時江の免疫力がアップするコント6本」（2024年11月 - 12月、下北沢ザ・スズナリ / 松下IMPホール）[42]
- Bunkamura Production 2025「おどる夫婦」（2025年4月10日 - 5月4日、THEATER MILANO-Za / 5月10日 - 19日、森ノ宮ピロティホール / 5月24日・25日、りゅーとぴあ 新潟市民芸術文化会館 / 5月31日・6月1日、サントミューゼ 上田市交流文化芸術センター） - 薮原 役[43]
- COCOON PRODUCTION 2026「クワイエットルームにようこそ The Musical」（2026年1月12日 - 2月1日〈予定〉、THEATER MILANO-Za / 2月7日 - 11日〈予定〉、ロームシアター京都 メインホール / 2月22日・23日〈予定〉、岡山芸術創造劇場ハレノワ 大劇場）[44][45]

### 劇場アニメ
- ふれる。（2024年） - 脇田 役[46]

### ビデオゲーム
- BLOOD+ ONE NIGHT KISS（2006年） - 赤間カヲル 役

### ラジオ番組
- キック・ザ・カンクロー（2004年10月 - 2007年3月、TBSラジオ）
- カンクロード☆ヴァンダム（2007年4月 - 2008年9月、TOKYO FM）
- FMシアター　オーディオドラマ「ＲＥＤ　もしくは天文館の火星人」（2012年2月11日、NHK-FM）[47]
- 高田文夫のラジオビバリー昼ズ（2013年10月8日、ニッポン放送）※ゲスト
- 安住紳一郎の日曜天国 （2018年2月18日、TBSラジオ）※ゲスト
- FMシアター　オーディオドラマ「いつかの宝石たち」（2023年7月22日、NHK-FM）[48]

### CM
- 資生堂 uno（2006年）
- ライフカード カードの切り方が人生だ「転機到来」篇
- サントリーフーズ フラバン茶
- 出光興産 ZAXIA「ひと目」編
- オートバックス「増税前の最後の大セール」編（2014年）
- クボタ
  - 「クボタが描く未来コンセプトトラクタ」篇（2021年）
  - 「クボタが描く未来 スマートアグリソリューション」篇（2022年）[49]
- NECネッツエスアイ「言い間違い」篇（2025年8月 - ） - 菊池風磨と共演[50]

### ナレーション
- パパサウルス（2006年・2007年4月 - 2010年3月、NHK総合）
- パンサー尾形の竹馬散歩（2022年3月 - 、TOKYO MX）

### イラストレーション
- hon-nin きみは白鳥の死体を踏んだことがあるか（下駄で）（宮藤官九郎）（2006年 - 、太田出版）挿絵
- グループ魂 三都市ツアーTシャツ（2007年）
- ザ・シナリオ 東京タワー オカンとボクと、時々、オトン（松尾スズキ）（2007年、扶桑社）挿絵